# 황화 암모늄
황화 암모늄(영어: ammonium sulfide) 또는 황화 이암모늄(영어: diammonium sulfide)은 분자식이 (NH4)2S인 불안정한 염이다. 황화수소 암모늄(영어: ammonium hydrosulfide)이라고도 한다. 보통 수용액 상태로 구입할 수 있으며, 주로 암모니아와 (NH4)SH의 혼합물로 분해되는데 이때 독성의 황화 수소가 발생할 수 있기 때문에 위험하다.. 황화 암모늄은 사진 현상과 직물 제조 때 사용된다. 또한 불쾌한 냄새 때문에 악취탄의 재료로 사용되기도 한다.
황화 암모늄은 황화 수소와 암모니아가 반응하여 생성된다.
H2S + 2 NH3 → (NH4)2S

## 같이 보기
- 황화 수소
- 황산 암모늄